# 経済産業局
経済産業局（けいざいさんぎょうきょく）とは、日本の地方支分部局の一種で、経済産業省の出先機関である。全国各地方に一局ずつ、八箇所存在する。略して経産局とも呼ばれる。

## 概要
経産省の管区単位（管区機関級）の出先機関（地方支分部局、地方ブロック機関と称することもある）である。かつては通商産業省の出先機関・通商産業局であった。各地方毎に設置され、産業発展、中小企業対策、消費者相談、エネルギー対策、各種届出の受理などの行政活動を行っている。それぞれの局が内部に部（支局含む）を持ち、その下に各業務課が置かれている。

## 経済産業局一覧
- 北海道経済産業局（北海道札幌市北区）
  - 管轄区域：北海道
- 東北経済産業局（宮城県仙台市青葉区）
  - 管轄区域：青森県・岩手県・宮城県・秋田県・山形県・福島県
- 関東経済産業局（埼玉県さいたま市中央区）
  - 管轄区域：茨城県・栃木県・群馬県・埼玉県・千葉県・東京都・神奈川県・静岡県・山梨県・長野県・新潟県
- 中部経済産業局（愛知県名古屋市中区）
  - 管轄区域：富山県・石川県・岐阜県・愛知県・三重県
- 近畿経済産業局（大阪府大阪市中央区）
  - 管轄区域：福井県・滋賀県・京都府・大阪府・兵庫県・奈良県・和歌山県
- 中国経済産業局（広島県広島市中区）
  - 管轄区域：鳥取県・島根県・岡山県・広島県・山口県
- 四国経済産業局（香川県高松市）
  - 管轄区域：徳島県・香川県・愛媛県・高知県
- 九州経済産業局（福岡県福岡市博多区）
  - 管轄区域：福岡県・佐賀県・長崎県・熊本県・大分県・宮崎県・鹿児島県
- 沖縄県は沖縄総合事務局経済産業部が所管

- ただし、電力部門については各一般送配電事業者の供給区域に合わせて運用。中部経済産業局の傘下組織として、富山市に電力・ガス事業北陸支局がある。沖縄県に関しては、そのほかと同じく沖縄総合事務局経済産業部所管。
  - このほか、ガス部門は、静岡県西部の浜松市（平成合併前の旧春野町を除く）・湖西市・磐田市・袋井市のうち（旧浅羽町）については、中部経済産業局が管轄する。また、けい石及び耐火粘土の生産その他これらの鉱物に係る鉱業（出願及び登録に関することを除く。）については、福島県内のいわき市、白河市の平成合併前の旧表郷村、東村および大信村、双葉郡及び西白河郡について関東経済産業局が管轄する。